# Volcher Coiter
Volcher Coiter (ou Coyter ou Koyter), né en 1534 à Groningue et mort le 2 juin 1576 en France, un médecin et naturaliste néerlandais.

## Biographie
On connaît peu de chose de la vie de Coiter sinon qu'il s'intéresse à l'anatomie et la physiologie. Il est un élève d'Ulisse Aldrovandi, mais il profite aussi des leçons de Gabriele Falloppio, Bartolomeo Eustachi et Guillaume Rondelet (à Padoue, Rome et Montpellier respectivement). Il est possible qu'il ait étudié auprès de Leonhart Fuchs à Tübingen.
Entre 1562 et 1566, il enseigne la logique et la chirurgie à Bologne, lieu de ses études avec Aldrovandi. En 1566, il est arrêté par l'Inquisition pour s'être converti à la Réforme et reste emprisonné pendant un an. Entre 1566 et 1569, il sert le margrave Louis VI du Palatinat à Amberg. De 1569 à 1576, il est médecin à Nuremberg. Il est probable que c'est Rudolf Jakob Camerarius qui lui trouve ce poste. En 1575, Jean Casimir du Palatinat l'embauche comme médecin durant une campagne militaire contre la France, et il y trouve la mort.

## Contributions

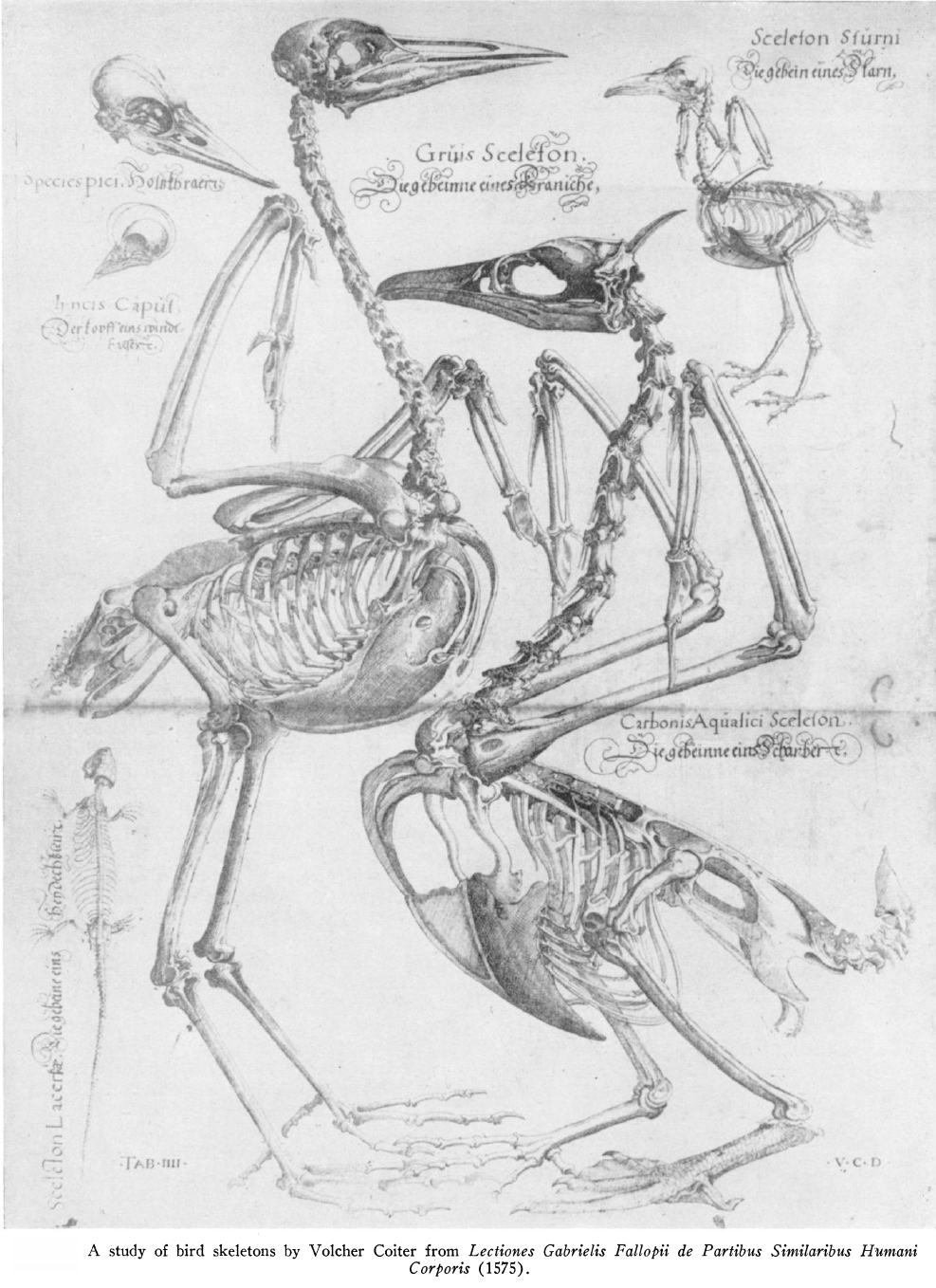
Anatomie d'un oiseau, illustration de Coiter, vers 1575

Ses observations sur le développement de l'embryon du poulet sont célèbres : il en décrit l'évolution, jour après jour, jusqu'à l'éclosion. Il décrit les organes génitaux de la femme dans Externarum et Internarum Principalium Humani Corporis de 1573.
Il fait l'observation que des portions de tissu du cœur fraîchement prélevées continuaient à battre durant un certain temps. Il constate aussi que ce sont les parties à la base du cœur qui battent le plus longtemps. Il est sans doute le premier à décrire ce phénomène.
Il est le premier à faire de l'embryologie une discipline à part entière.
Coiter étudie beaucoup l'anatomie des oiseaux et publie de bons dessins des squelettes de grue, de cormoran, de perroquet et de pic vert. Ses écrits montrent que Coiter connaît bien le comportement des oiseaux.
Il est le premier à avoir décrit la méningite cérébrospinale.

## Œuvres
- De ossibus et cartilaginibus corporis humani tabulae, Bologne, 1566
- Externarum et internarum principalium corporis humani partium tabulae atque anatomicae exercitationes observationesque variae, novis et artificiosissimis figuris illustratae, Nuremberg, 1572
- Diversorum animalium sceletorum explicationes, cum lectionibus Fallopii de partibus similaribus humani corporis, Nuremberg, 1575